# Saint-Pierre-lès-Franqueville
Saint-Pierre-lès-Franqueville est une commune française située dans le département de l'Aisne, en région Hauts-de-France.

## Géographie

### Localisation
Village voisin de Franqueville, Lemé et de Voulpaix.

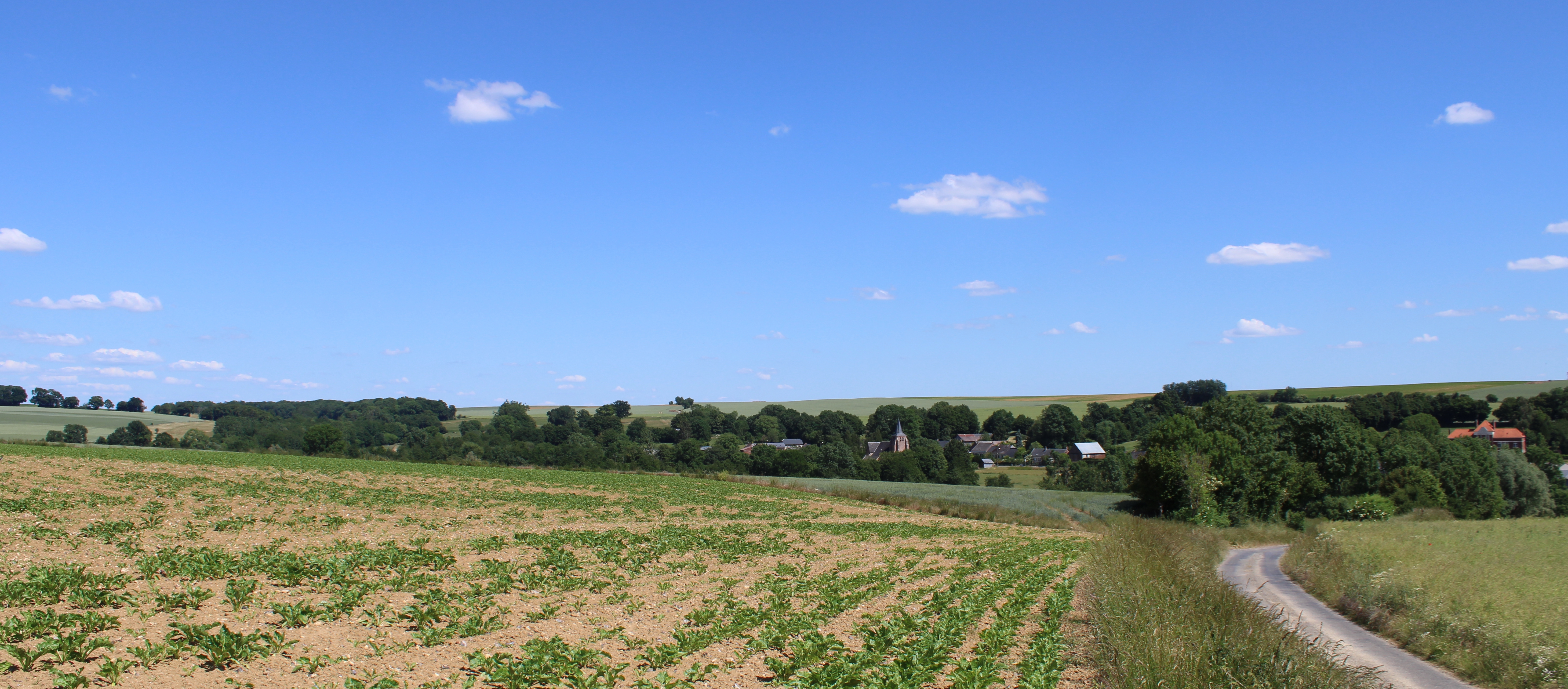
Panorama du village, niché dans la vallée du ruisseau de Beaurepaire, depuis les hauteurs de "La Grande Cailleuse".

### Hydrographie
La commune est située dans le bassin Seine-Normandie. Elle est drainée par le ruisseau de Beaurepaire,.

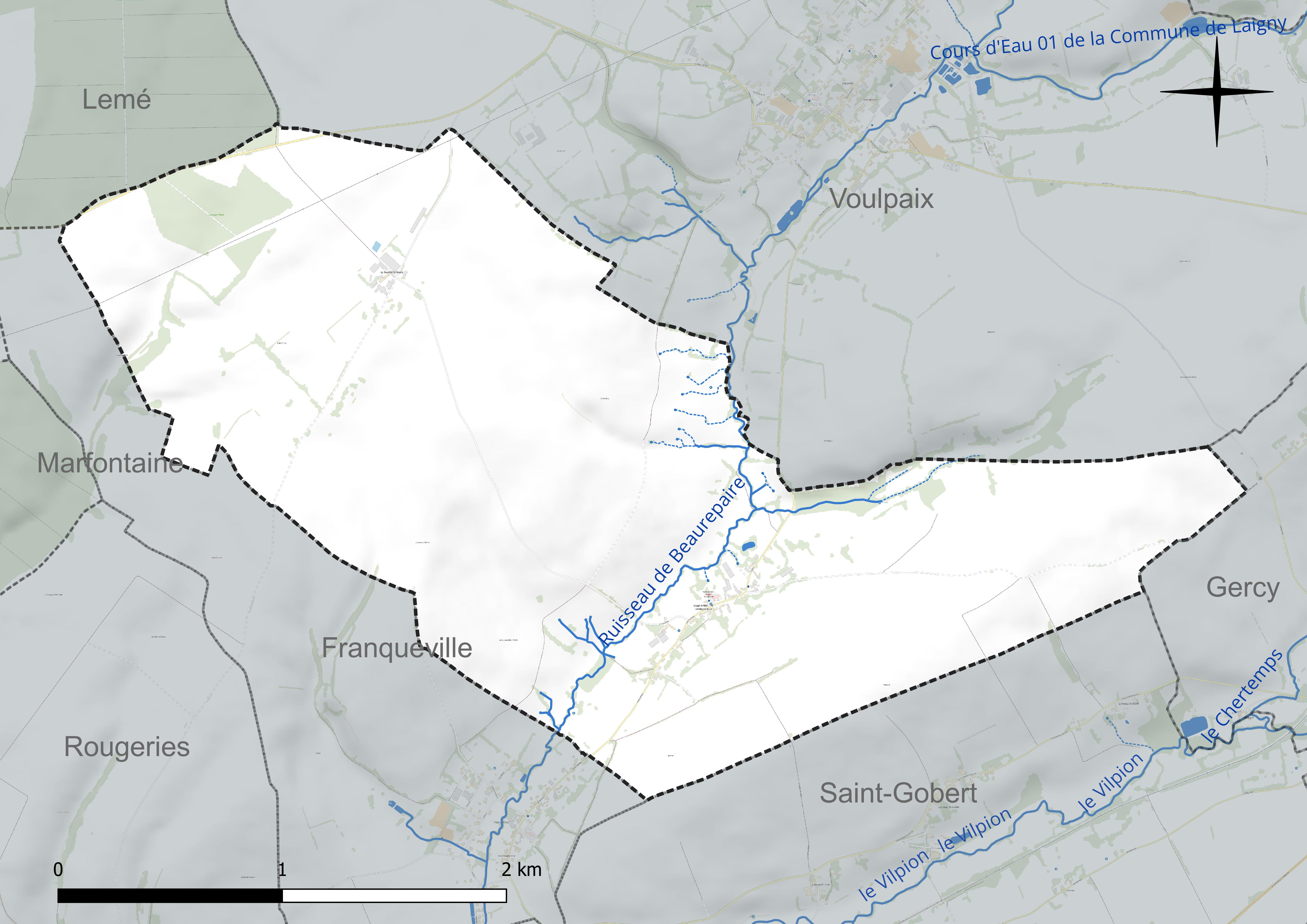
Réseau hydrographique de Saint-Pierre-lès-Franqueville.

### Climat
Pour des articles plus généraux, voir Climat des Hauts-de-France et Climat de l'Aisne.
En 2010, le climat de la commune est de type climat océanique dégradé des plaines du Centre et du Nord, selon une étude du CNRS s'appuyant sur une série de données couvrant la période 1971-2000. En 2020, Météo-France publie une typologie des climats de la France métropolitaine dans laquelle la commune est exposée à un climat océanique altéré et est dans la région climatique Nord-est du bassin Parisien, caractérisée par un ensoleillement médiocre, une pluviométrie moyenne régulièrement répartie au cours de l'année et un hiver froid (3 °C).
Pour la période 1971-2000, la température annuelle moyenne est de 9,7 °C, avec une amplitude thermique annuelle de 15,2 °C. Le cumul annuel moyen de précipitations est de 836 mm, avec 13 jours de précipitations en janvier et 9,6 jours en juillet. Pour la période 1991-2020, la température moyenne annuelle observée sur la station météorologique la plus proche, située sur la commune de Fontaine-lès-Vervins à 7 km à vol d'oiseau, est de 10,5 °C et le cumul annuel moyen de précipitations est de 826,3 mm,. Pour l'avenir, les paramètres climatiques de la commune estimés pour 2050 selon différents scénarios d'émission de gaz à effet de serre sont consultables sur un site dédié publié par Météo-France en novembre 2022.

## Urbanisme

### Typologie
Au 1er janvier 2024, Saint-Pierre-lès-Franqueville est catégorisée commune rurale à habitat très dispersé, selon la nouvelle grille communale de densité à 7 niveaux définie par l'Insee en 2022.
Elle est située hors unité urbaine. Par ailleurs la commune fait partie de l'aire d'attraction de Vervins, dont elle est une commune de la couronne,. Cette aire, qui regroupe 21 communes, est catégorisée dans les aires de moins de 50 000 habitants,.

### Occupation des sols
L'occupation des sols de la commune, telle qu'elle ressort de la base de données européenne d'occupation biophysique des sols Corine Land Cover (CLC), est marquée par l'importance des territoires agricoles (91,3 % en 2018), une proportion identique à celle de 1990 (91,3 %). La répartition détaillée en 2018 est la suivante : 
terres arables (68,2 %), prairies (23,1 %), zones urbanisées (5,8 %), forêts (2,9 %).
L'évolution de l'occupation des sols de la commune et de ses infrastructures peut être observée sur les différentes représentations cartographiques du territoire : la carte de Cassini (XVIIIe siècle), la carte d'état-major (1820-1866) et les cartes ou photos aériennes de l'IGN pour la période actuelle (1950 à aujourd'hui).

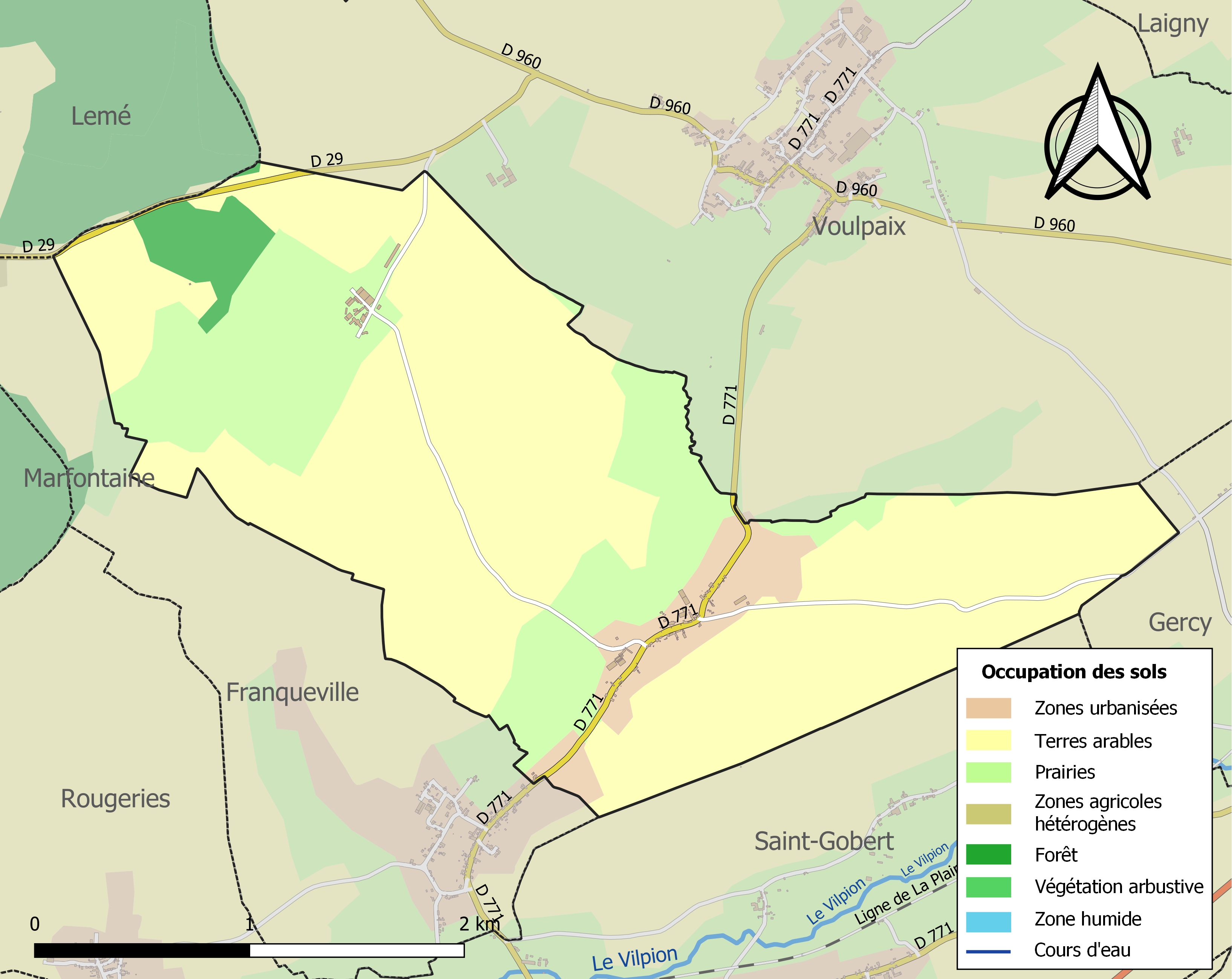
Carte de l'occupation des sols de la commune en 2018 (CLC).

## Toponymie
Le village apparaît pour la première fois en 1144 sous l'appellation de Parochia de Sancto-Petro dans un cartulaire de l'Abbaye de Thenailles. L'orthographe variera  ensuite de nombreuses fois en fonction des différents transcripteurs: Saint-Pierre-de-la Frankville, Sanctus-Petrus-juxta-Francovillain, Sainct-Pierre-les-Franqueville, Sainct-Pierre, Saint-Pierre-les-Vervins, puis Saint-Pierre sur la carte de Cassini vers 1750 et enfin Saint-Pierre-lès-Franqueville pour différencier le village des nombreux autres commune dénommée Saint-Pierre en France.
Saint-Pierre est un hagiotoponyme faisant référence à l'apôtre Pierre, l'église lui est dédiée.
La préposition « lès » permet de signifier la proximité d'un lieu géographique par rapport à un autre lieu. En règle générale, il s'agit d'une localité qui tient à se situer par rapport à une ville voisine plus grande. La commune française de Saint-Pierre indique qu'elle se situe près de Franqueville.

## Histoire

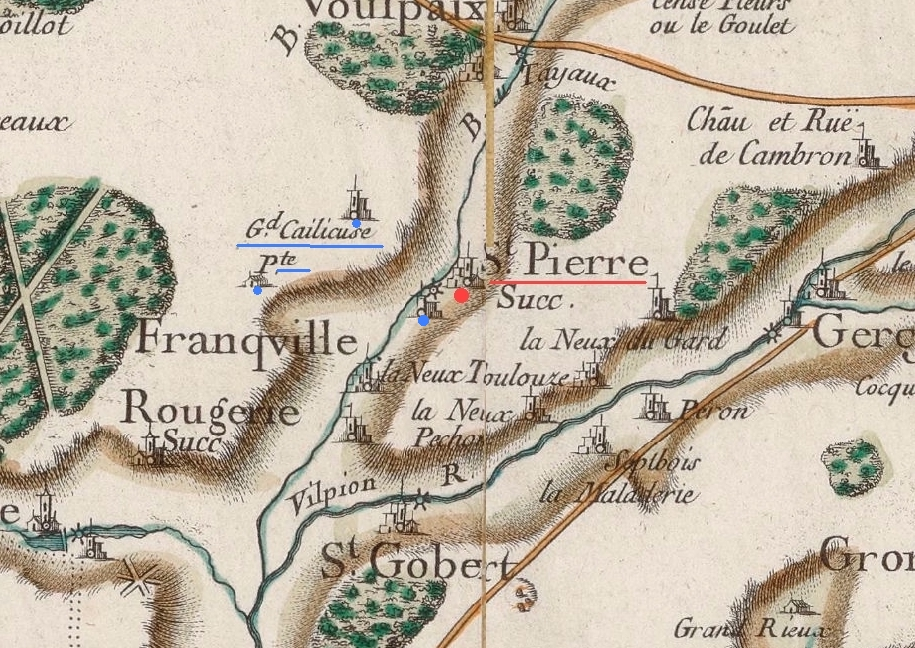
Carte de Cassini du secteur
(vers 1750).

Les églises fortifiées de Thiérache
Lors de la Guerre franco-espagnole de 1635 à 1659, les villages de la région furent constamment ravagés aussi bien par les troupes françaises qu'étrangères. C'est à cette époque que les villages de Thiérache, comme Saint-Pierre-lès-Franqueville, transforment leur clocher en forteresse pour permettre aux habitants de s'y réfugier an cas d'attaque.
Carte de Cassini
La carte de Cassini montre qu'au XVIIIe siècle, Saint-Pierre-lès-Franqueville est une paroisse située sur le  Ru de Laigny qui se jette dans la Vilpion.
A l'ouest, sont représentés deux hameaux: La Grande Cailleuse, qui est déjà mentionnée en 1616 sous le nom de Grande Caillieuse, est aujourd'hui une ferme; à côté, 
le hameau de la Petite Cailleuse, aujourd'hui disparu, comptait encore une douzaine de maisons sur le plan cadastral de 1824.
Un moulin à eau qui fabriquait du papier, représenté par une roue dentée, en aval, a été construit en 1777 par Jean-Nicolas Loison, ouvrier papetier demeurant à Grande Cailleuse, hameau de Saint-Pierre.
M. Leroy, instituteur, a publié une monographie sur le village consultable sur le site des Archives Départementales de l'Aisne en 1880.
Une fontaine dite Fontaine Saint-Pierre, qui se situait au lieu-dit éponyme, où avaient lieu d'importants pèlerinages, existait autrefois sur le territoire de la commune. Faute d'entretien cette fontaine était à peine visible à la fin du XIXe siècle.
En 1880, il existait sur la commune un moulin à farine et une scierie mécanique qui  fonctionnaient grâce à l'eau du Ru de Laigny qui leur servait de moteur par l'intermédiaire de roues à auge.
Première Guerre mondiale
Le 28 août 1914, soit moins d'un mois après la déclaration de la guerre, le village est occupé par les troupes allemandes après la défaite de l'armée française lors de la bataille de Guise. Pendant toute la guerre, Franqueville restera loin du front qui se stabilisera à environ 150 km à l'ouest aux alentours de Péronne. Les habitants vivront sous le joug des Allemands: réquisitions de logements, de matériel, de nourriture, travaux forcés. Ce n'est que début novembre 1918 que les Allemands seront chassés du village par les troupes françaises.

## Politique et administration

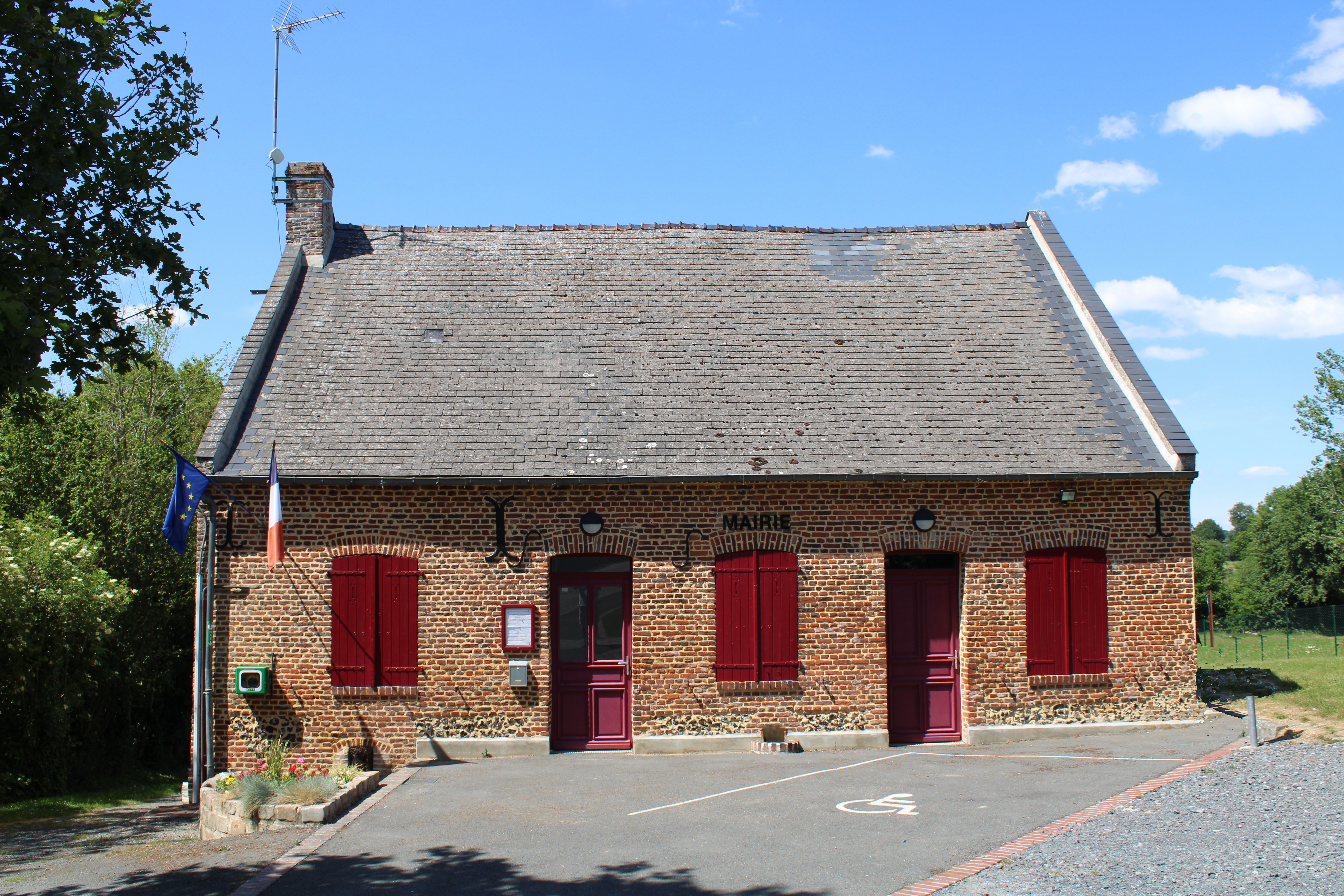
La mairie.

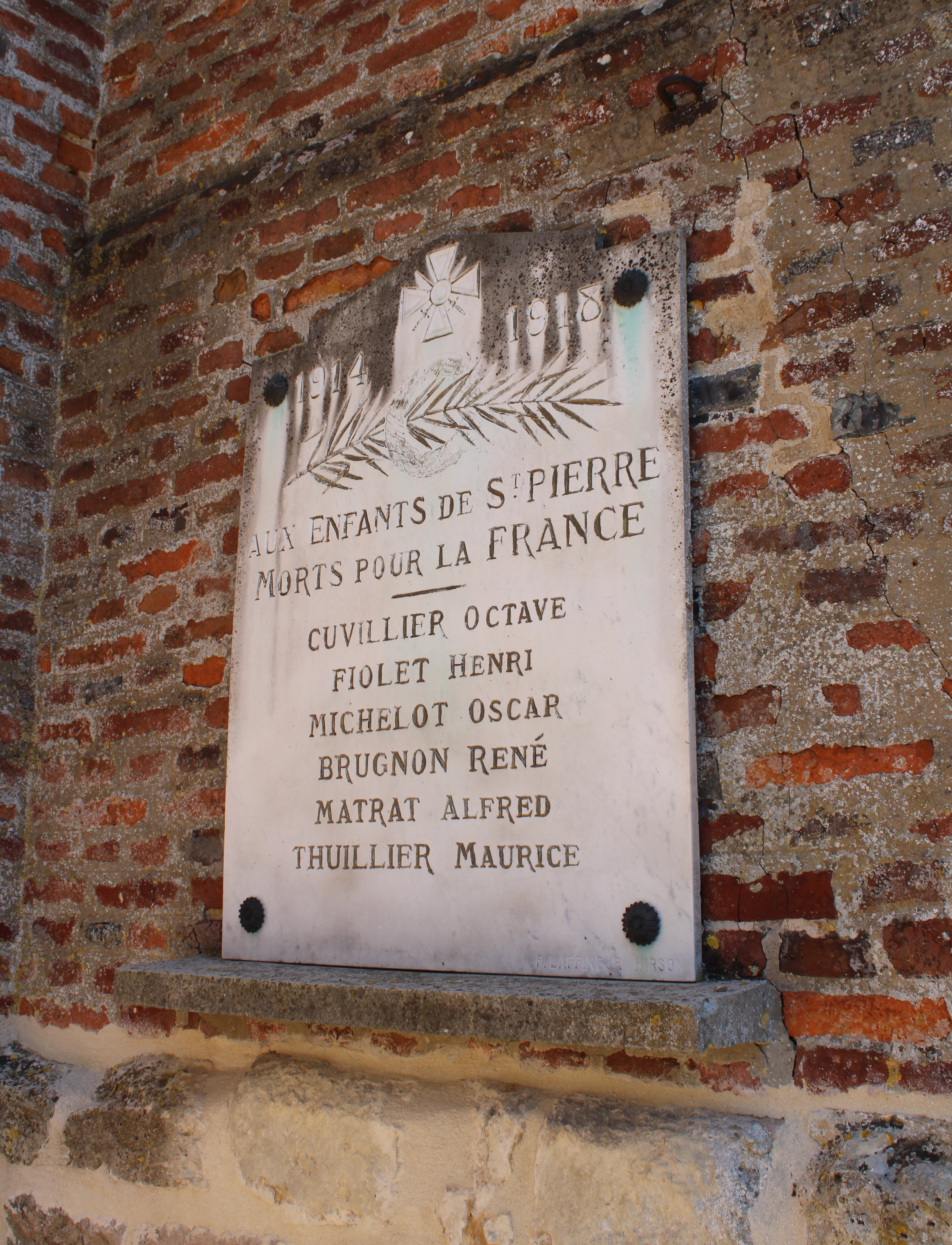
Plaque hommage dans la porche de l'église.

### Découpage territorial
La commune de Saint-Pierre-lès-Franqueville est membre de la communauté de communes de la Thiérache du Centre, un établissement public de coopération intercommunale (EPCI) à fiscalité propre créé le 31 décembre 1992 dont le siège est à La Capelle. Ce dernier est par ailleurs membre d'autres groupements intercommunaux.
Sur le plan administratif, elle est rattachée à l'arrondissement de Vervins, au département de l'Aisne et à la région Hauts-de-France. Sur le plan électoral, elle dépend du  canton de Marle pour l'élection des conseillers départementaux, depuis le redécoupage cantonal de 2014 entré en vigueur en 2015, et de la troisième circonscription de l'Aisne  pour les élections législatives, depuis le dernier découpage électoral de 2010.

### Administration municipale
Le nombre d'habitants de la commune étant inférieur à 100, le nombre de membres du conseil municipal est de 7.

#### Liste des maires
| Période                                  | Période                       | Identité          | Étiquette | Qualité                        |
| ---------------------------------------- | ----------------------------- | ----------------- | --------- | ------------------------------ |
| mars 2001                                | En cours (au 13 juillet 2020) | Jean-Luc Lefebvre |           | Réélu pour le mandat 2020-2026 |
| Les données manquantes sont à compléter. |                               |                   |           |                                |

## Démographie
L'évolution du nombre d'habitants est connue à travers les recensements de la population effectués dans la commune depuis 1793. Pour les communes de moins de 10 000 habitants, une enquête de recensement portant sur toute la population est réalisée tous les cinq ans, les populations de référence des années intermédiaires étant quant à elles estimées par interpolation ou extrapolation. Pour la commune, le premier recensement exhaustif entrant dans le cadre du nouveau dispositif a été réalisé en 2005.

En 2022, la commune comptait 41 habitants, en évolution de −22,64 % par rapport à 2016 (Aisne : −1,97 %, France hors Mayotte : +2,11 %).
| 1793 | 1800 | 1806 | 1821 | 1831 | 1836 | 1841 | 1846 | 1851 |
| ---- | ---- | ---- | ---- | ---- | ---- | ---- | ---- | ---- |
| 416  | 439  | 392  | 405  | 424  | 427  | 399  | 359  | 346  |

| 1856 | 1861 | 1866 | 1872 | 1876 | 1881 | 1886 | 1891 | 1896 |
| ---- | ---- | ---- | ---- | ---- | ---- | ---- | ---- | ---- |
| 319  | 325  | 308  | 293  | 268  | 248  | 224  | 203  | 185  |

| 1901 | 1906 | 1911 | 1921 | 1926 | 1931 | 1936 | 1946 | 1954 |
| ---- | ---- | ---- | ---- | ---- | ---- | ---- | ---- | ---- |
| 176  | 164  | 144  | 135  | 132  | 123  | 118  | 100  | 105  |

| 1962 | 1968 | 1975 | 1982 | 1990 | 1999 | 2005 | 2006 | 2010 |
| ---- | ---- | ---- | ---- | ---- | ---- | ---- | ---- | ---- |
| 89   | 91   | 74   | 71   | 52   | 60   | 58   | 58   | 64   |

| 2015 | 2020 | 2022 | - | - | - | - | - | - |
| ---- | ---- | ---- | - | - | - | - | - | - |
| 54   | 45   | 41   | - | - | - | - | - | - |

## Lieux et monuments
- Église Saint-Pierre de Saint-Pierre-lès-Franqueville : l'un des seigneurs de Saint-Pierre, Mathieu de la Simonne, et sa femme, Marie de la Hillière, sont inhumés dans l'intérieur de l'église, où l'on voit dans la chapelle de droite, en face de l'autel de saint Pierre, une pierre tombale de forme rectangulaire enchâssée dans le pavé ; elle porte en marge l'inscription suivante[28] :

Mathieu de la Simonne, escuyer, seigneur de Saint-Pierre, ex-gentilhomme ordinaire de la chambre du roi, aide de camp aux armées de sa majesté sous le règne de Henri-le-Grand, roi de France et de Navarre, Demoiselle Marie de la Henrierre
(pour de la Hillière), femme épouse de Mathieu de la Simonne, écuyer, seigneur de Saint-Pierre, laquelle trépassa le 13 août 1630.
On lit encore au bas de la pierre:
Dans cette fosse profonde
Deux amends sont en fermés.
Vivant tous deux en ce monde
Jusque-ci se sont aimés.
Hommes et femmes priez Dieu pour son âme.
source Société Archéologique de Vervins, tome dixième MDCCCLXXXIV
Lire l'exhaustive description de l'église faite par M. Leroy, instituteur, dans sa monographie sur le village sur le site des Archives Départementales de l'Aisne en 1880.
- Le château de Saint-Pierre : a été entièrement détruit.

### Galerie

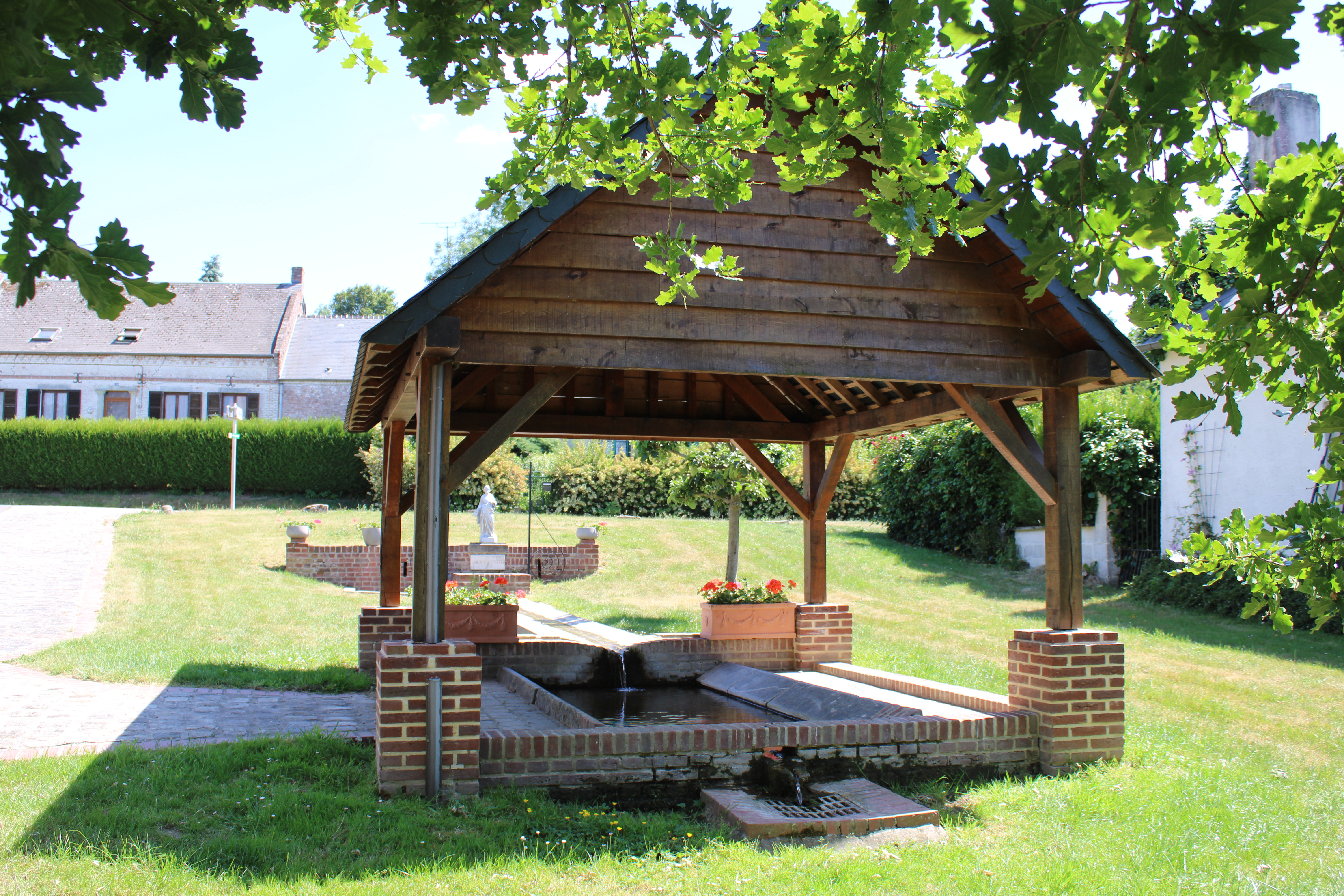
Le lavoir près de l'église.
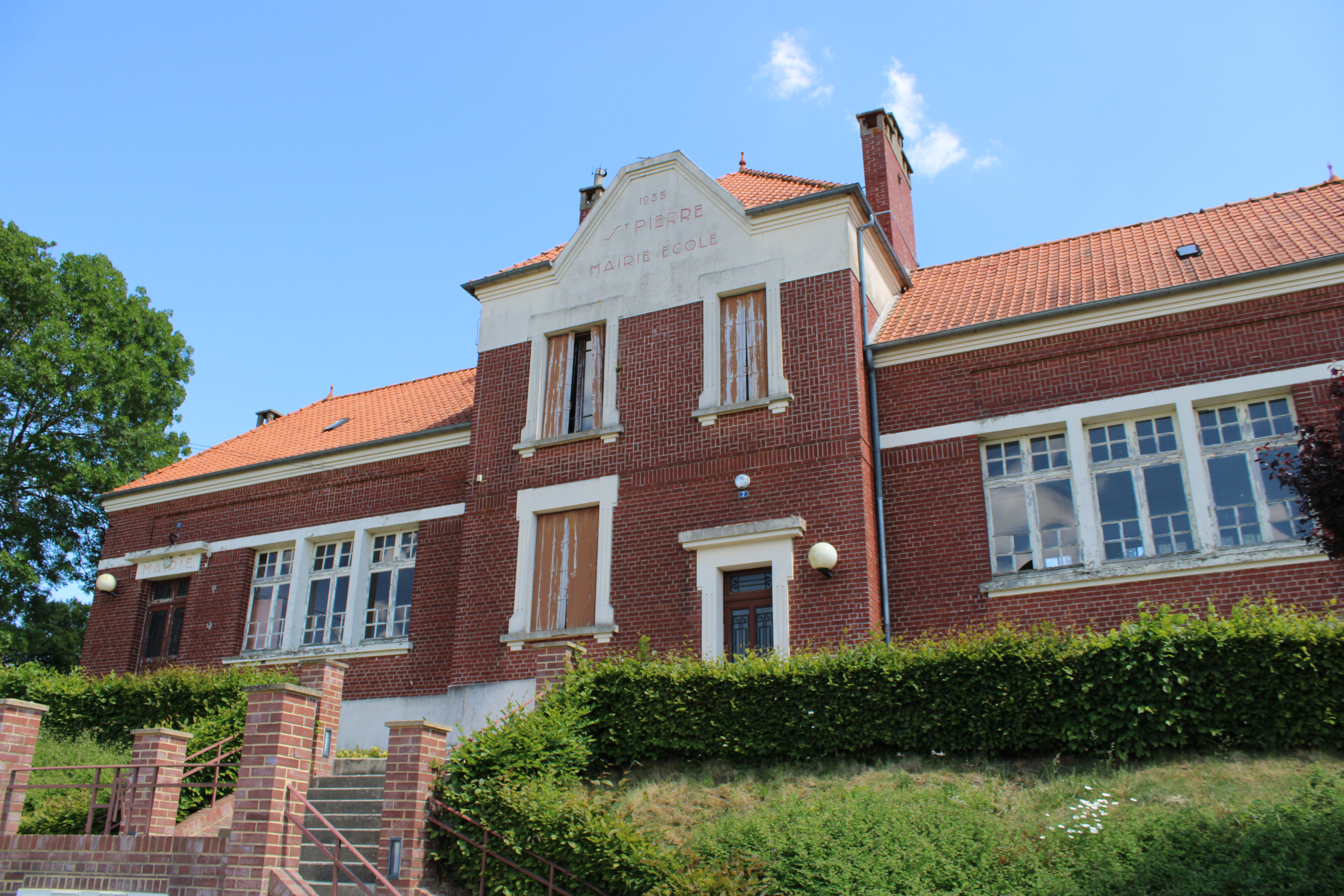
L'ancienne mairie-école route de Franqueville.
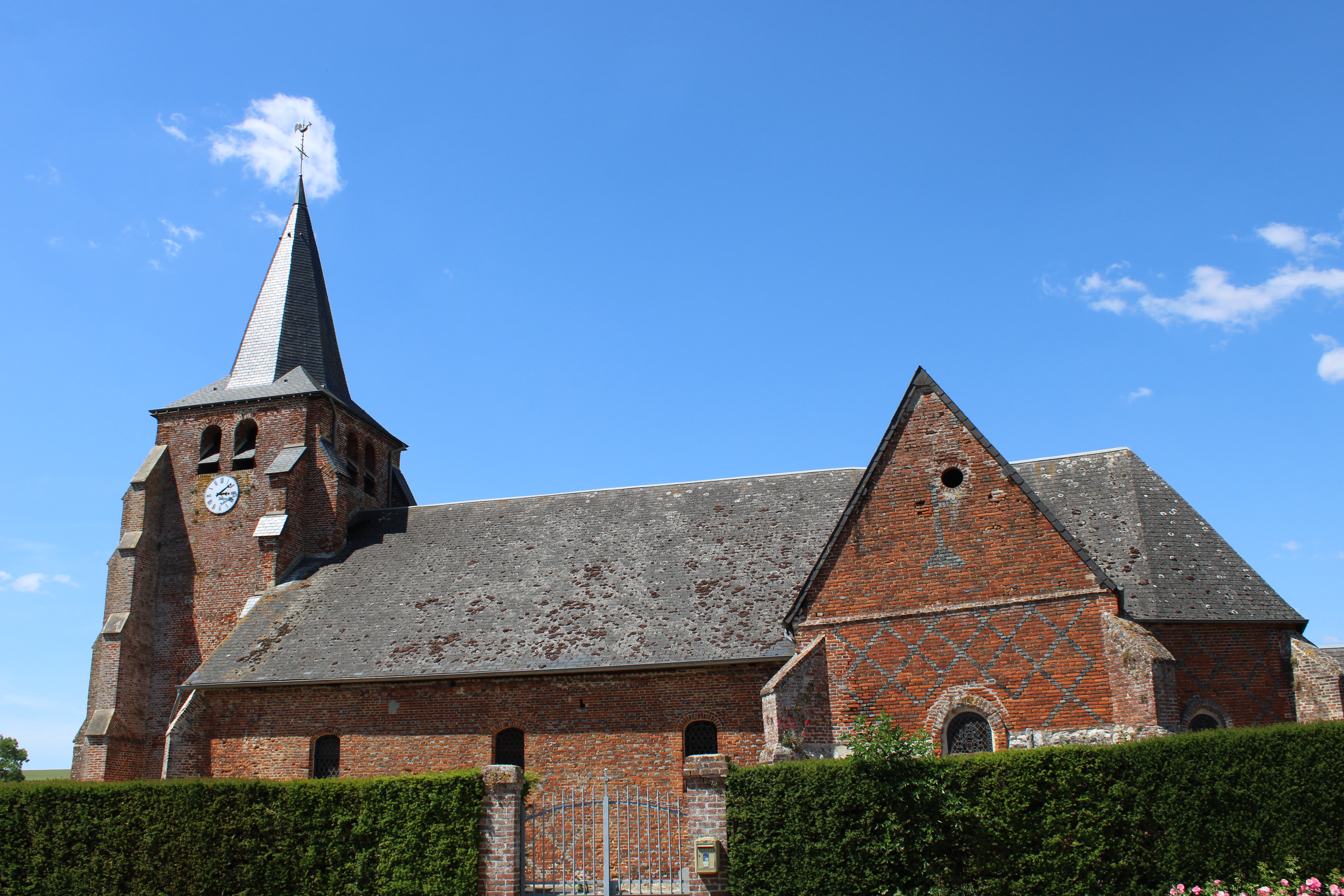
Vue latérale de l'église.
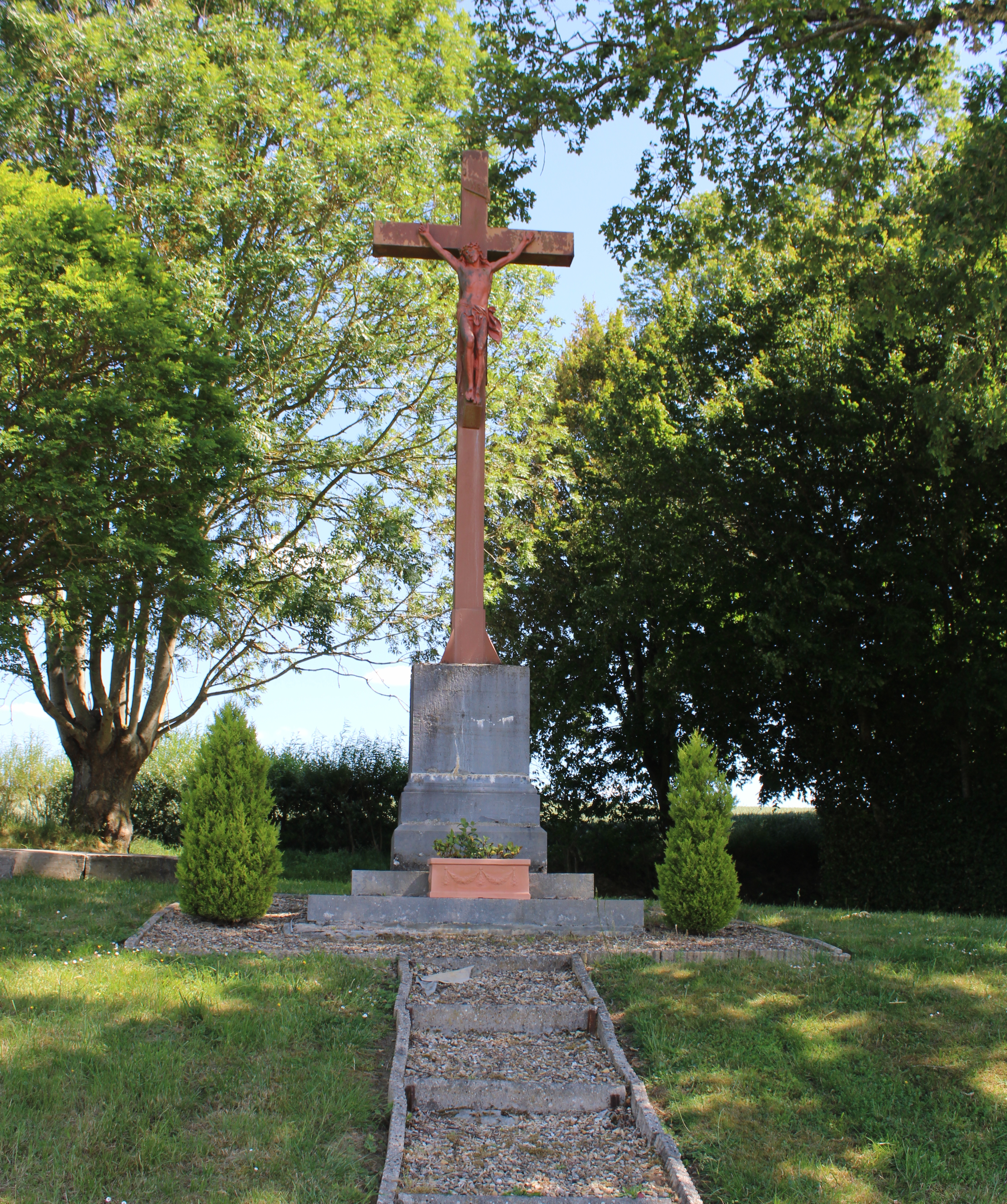
Le calvaire route de Franqueville.
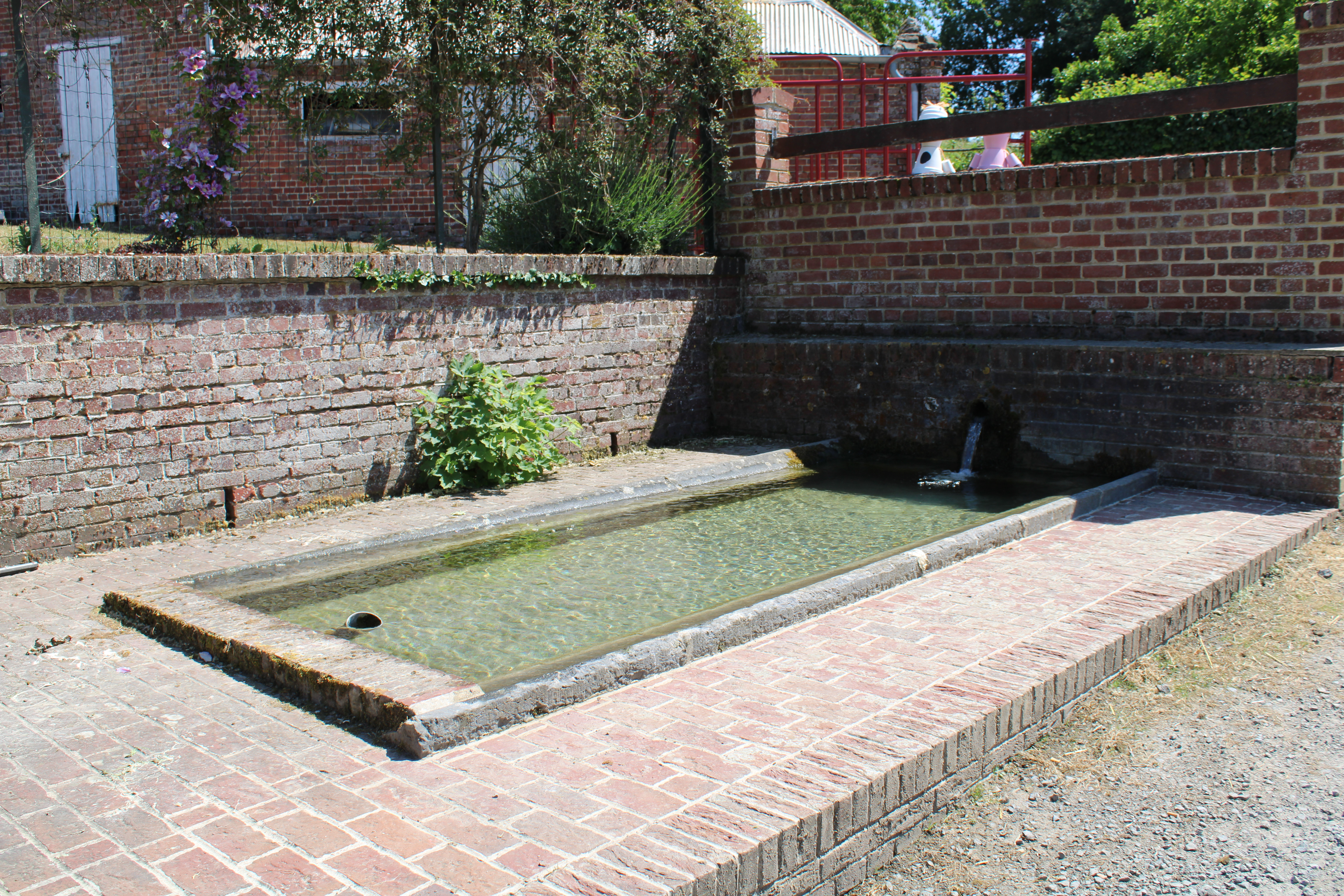
Le lavoir route de Voulpaix.
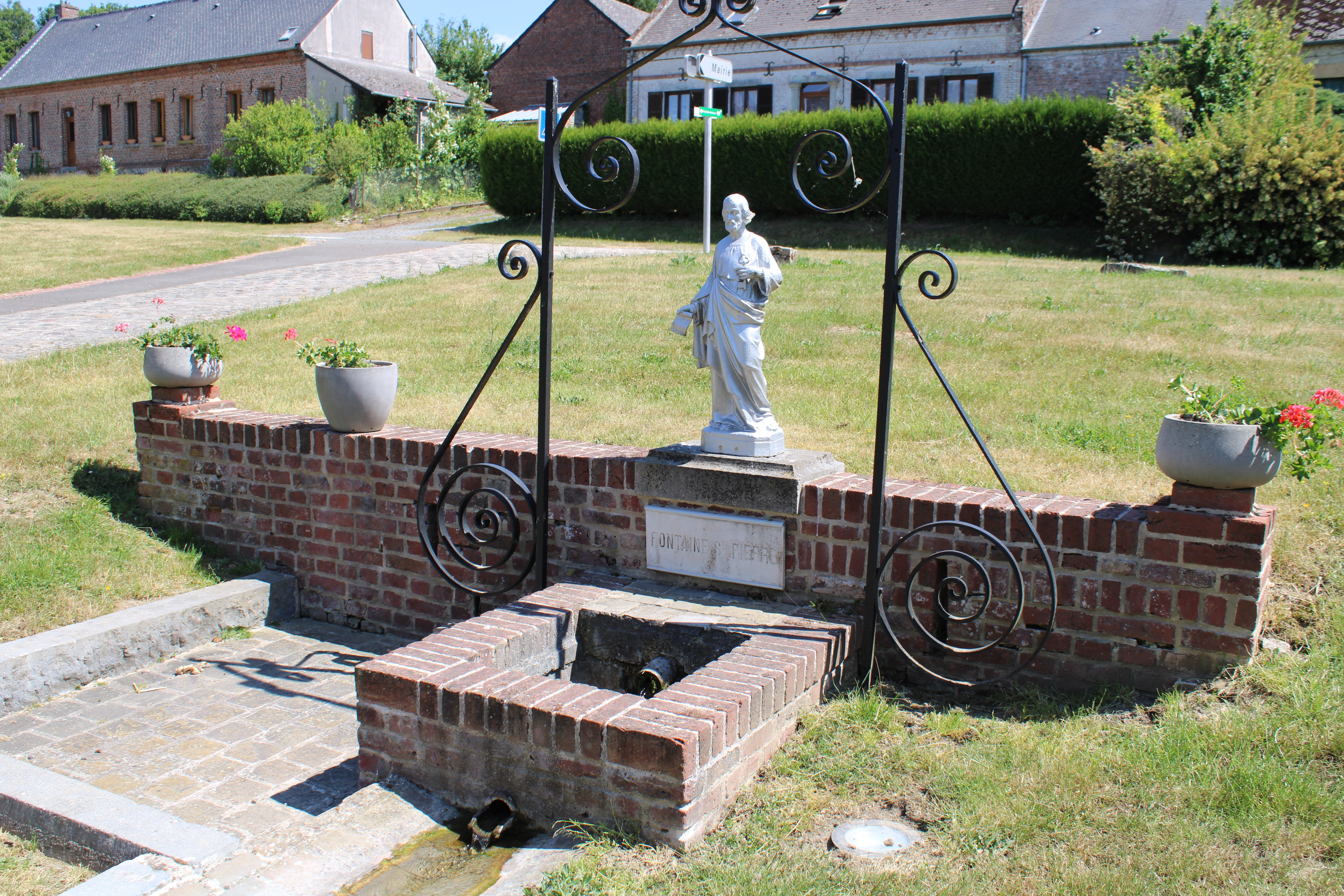
La fontaine Saint-Pierre.

## Personnalités liées à la commune
Les seigneurs de Saint Pierre :
- Geoffroy d'Apremont 1512 ;
- Jean d'Apremont 1529 ;
- Jacques d'Apremont, chevalier de Saint Jean, 1547 dont une fille Simonne ;
- Jean de La Hillière 1580, son épouse Simonne d'Apremont ;
- Charles de La Hillière,fils du précédent, son épouse Anne d'Y ;
- Robert de La Hillière, fils du précédent, son épouse Marguerite de Paillard[30] : dont Marie ;
- Matthieu de La Simonne, château de Saint Pierre, auteur du traité : L'alphabet du soldat et vray esclaircissement de l'art militaire en 1623 son épouse Marie de La Hillière. Lieutenant pour le Roy en la Citadelle de Pignerol ( Nicolas Fouquet, le masque de fer), gentilhomme ordinaire de la chambre du roi, commandant des chevau-légers au siège du Catelet en juillet 1595 contre les Espagnols. Témoin à l'âge de 70 ans en 1634 pour preuves de noblesse de la Maison de Recourt. Fils de François et Marie de Martin de Maleyssye cousine de Henri, marquis de Maleyssye, premier gouverneur de Pignerol. Enfants : Guillaume et Isabeau qui épouse Michel Henry de Cotty, commandant à Pignerol ;
- Guillaume de La Simonne 1662, sergent major en la citadelle de Pignerol, major de la ville de Péronne, fils du précédent, épouse Jacqueline de Riencourt de Parfondru y décédée en 1677 dont : Adrienne qui épouse en la cathédrale de Pignerol le 20 juillet 1655 Robert Hertault de Beaufort, Anne Marie qui épouse à Eppes le 6 juin 1670 Jean de Grimberg seigneur de Turcy, Gabriel Dominique et Isabelle ;
- Gabriel Dominique de La Simonne, fils du précédent, décédé le 23 janvier 1721 à l'âge de 79 ans et inhumé dans l'église, épouse Louise Madeleine des Fossez décédée en 1697 à l'âge de 63 ans et inhumée dans l'église, sa seconde épouse Marie Anne de Monjot du château de Cambron à quelques lieux à Fontaine-lès-Vervins est inhumée dans la chapelle de l'église en 1709 ;
- Charlotte Françoise (voir Lislet) et Augustin Gabriel Dominique de La Simonne, seigneur de Saint Pierre, Brécy-Brières qui épouse le 19 août 1732 Marie Anne de la Goille, enfants du précédent[31].

Blason La Simonne : De gueules à un cerf d'argent, accorné d'or, reposant sur une terrasse de sinople ayant derrière luy un buis aussi d'or, sur lequel sont perchés deux éperviers affrétés d'argent.
- le sieur de Coigny.